# Calyptra albivirgata
Calyptra albivirgata là một loài bướm đêm thuộc họ Noctuoidea. Loài này có ở châu Á, bao gồm Trung Quốc và Nhật Bản.